# Twierdzenie Steinera (mechanika)
Twierdzenie Steinera – twierdzenie mechaniki opisujące zależność momentu bezwładności bryły, powierzchni lub linii względem danej osi i osi równoległej do danej przechodzącej przez środek masy (dla stałej gęstości środek geometryczny) bryły, powierzchni lub linii.
Autorem twierdzenia jest Jakob Steiner.
Redakcja twierdzenia dla bryły jest następująca:
moment bezwładności bryły sztywnej względem dowolnej osi jest równy sumie momentu bezwładności względem osi równoległej do danej i przechodzącej przez środek masy bryły oraz iloczynu masy bryły i kwadratu odległości między tymi dwiema osiami,
co można wyrazić wzorem
{\displaystyle I=I_{0}+md^{2},}
gdzie:
{\displaystyle I_{0}} – moment bezwładności względem osi przechodzącej przez środek masy,
{\displaystyle I} – moment bezwładności względem osi równoległej do pierwszej osi,
{\displaystyle d} – odległość między osiami,
{\displaystyle m} – masa bryły.
Przy stałej gęstości analogami masy są: objętość bryły, pole powierzchni lub długość linii.
Konsekwencją twierdzenia jest to, że spośród wszystkich osi równoległych, moment bezwładności osiąga najmniejszą wartość dla osi przechodzącej przez środek masy. 
Dla geometrycznych momentów bezwładności funkcjonuje odpowiednik tego twierdzenia o tej samej nazwie.

## Dla tensora momentu bezwładności
W bardziej ogólnej postaci twierdzenie Steinera można sformułować dla tensora momentu bezwładności. Wynika ono z wpływu przesunięcia osi na momenty bezwładności i zboczenia (nazywane również momentami dewiacji lub odśrodkowymi). Zakłada się przy tym, że początek układu współrzędnych pokrywa się ze środkiem masy ciała, więc można pominąć moment statyczny.
Obowiązuje wówczas zależność
{\displaystyle {\hat {I}}_{ij}^{A}={\hat {I}}_{ij}^{cm}+m(\delta _{ij}d^{2}-d_{i}d_{j}),}
gdzie:
{\displaystyle {\hat {I}}_{ij}^{A}} – składowa {\displaystyle ij} tensora momentu bezwładności liczona w punkcie A,
{\displaystyle {\hat {I}}_{ij}^{cm}} – składowa {\displaystyle ij} tensora momentu bezwładności liczona w środku masy,
{\displaystyle d} – odległość między punktem {\displaystyle A} a środkiem masy,
{\displaystyle m} – masa bryły,
{\displaystyle \delta _{ij}} – delta Kroneckera.

### Dowód
Pamiętając, że masa całkowita bryły to {\displaystyle m} oraz wiedząc, że r jest liczone w układzie środka, otrzymuje się
{\displaystyle \sum _{k}m_{k}=m,}
{\displaystyle \sum _{k}m_{k}\mathbf {r} _{k}=0.}
Jeśli {\displaystyle d} to odległość {\displaystyle A} od środka masy, to
{\displaystyle {\begin{aligned}{\hat {I}}_{ij}^{A}&=\sum _{k}m_{k}((\mathbf {r} +\mathbf {d} )_{k}^{2}\delta _{ij}-(r_{ki}+d_{ki})(r_{kj}+d_{kj}))\\&=\sum _{k}m_{k}((\mathbf {r} _{k}^{2}+2\mathbf {r} _{k}\mathbf {d} +d^{2})\delta _{ij}-r_{ki}r_{kj}-d_{i}r_{kj}-r_{ki}d_{j}-d_{i}d_{j})\\&=\sum _{k}m_{k}(r_{k}^{2}\delta _{ij}-r_{ki}r_{kj})+\sum _{k}m_{k}(d^{2}\delta _{ij}-d_{i}d_{j})+2\mathbf {d} \delta _{ij}\sum _{k}m_{k}\mathbf {r} _{k}-d_{i}\sum _{k}m_{k}r_{kj}-d_{j}\sum _{k}m_{k}r_{ki}\\&={\hat {I}}_{ij}^{cm}+m(d^{2}\delta _{ij}-d_{i}d_{j}).\end{aligned}}}